# 佐藤晴雄 (実業家)
佐藤 晴雄（さとう はるお、1898年9月26日 - 1986年12月2日）は、日本の実業家。

## 経歴
山梨県出身。1924年に東京帝国大学政治科を卒業し、同年に満鉄に入社し、東京支社長などを歴任し、1945年までに勤務した。
1964年5月から京浜急行電鉄社長に就任し、1969年11月から会長に就任した。社長在任中は都営地下鉄浅草線との相互乗り入れなど鉄道の輸送力増強に力を入れ、湘南モノレールの開業にも携わった。
1967年から1969年までに日本民営鉄道協会副会長を務め、満鉄会理事長や日本経済団体連合会理事やホテルパシフィック東京社長・会長、日本ホテル協会理事なども務めた。
1974年に勲二等瑞宝章を受章した。
1986年12月2日、急性心不全のために死去。88歳没。